# Jaén
Jaén è un comune spagnolo di 111 669 abitanti (2022), capoluogo dell'omonima provincia, situato nella comunità autonoma dell'Andalusia. Considerata la capitale mondiale dell'olio di oliva, oggi è il capoluogo di una provincia che enfatizza l'agricoltura, il turismo rurale e il settore agroalimentare.

## Geografia fisica
Nel territorio comunale scorre da sud a nord il Guadalbullón e, per un breve tratto, il Guadalquivir.

## Storia
Insediamento preistorico, poi iberico, fu distrutto dai Romani per l'appoggio dato a Cartagine durante la seconda guerra punica. Venne infatti assediata e poi occupata dal fratello di Scipione l'Africano, Lucio Cornelio Scipione Asiatico. La comunità iberica ricostituita diede luogo all'insediamento detto dai romani Aurgi, Aurungis o Orongis.
Conquistata dagli arabi, la città fu da loro rinominata Yayyan, "crocevia delle carovane". La prima riconquista cristiana prese la forma di un patto di vassallaggio del re moro Muhammad ibn Nasr "al-Ahmar" al re castigliano Ferdinando III il Santo, nel 1246, che ne fissò il toponimo in Iahen.
Durante la Reconquista la città con il suo castello divenne uno snodo centrale, tanto da essere intitolata da Enrico II di Castiglia "Muy noble y muy leal, guarda y defensor de los reinos de Castilla" ("Nobilissimo e lealissimo guardiano e difensore dei regni di Castiglia").
Dopo la resa di Granada (1492) Jaén entrò nelle grandi assegnazioni terriere fatte agli ordini militari e ai nobili che sostenevano il nuovo regno spagnolo: il latifondismo che dominò nei secoli successivi l'odierna Andalusia ed Estremadura ne segnò il lento declino.

## Monumenti e luoghi d'interesse
L'edificio più importante della città è la cattedrale dell'Assunzione.

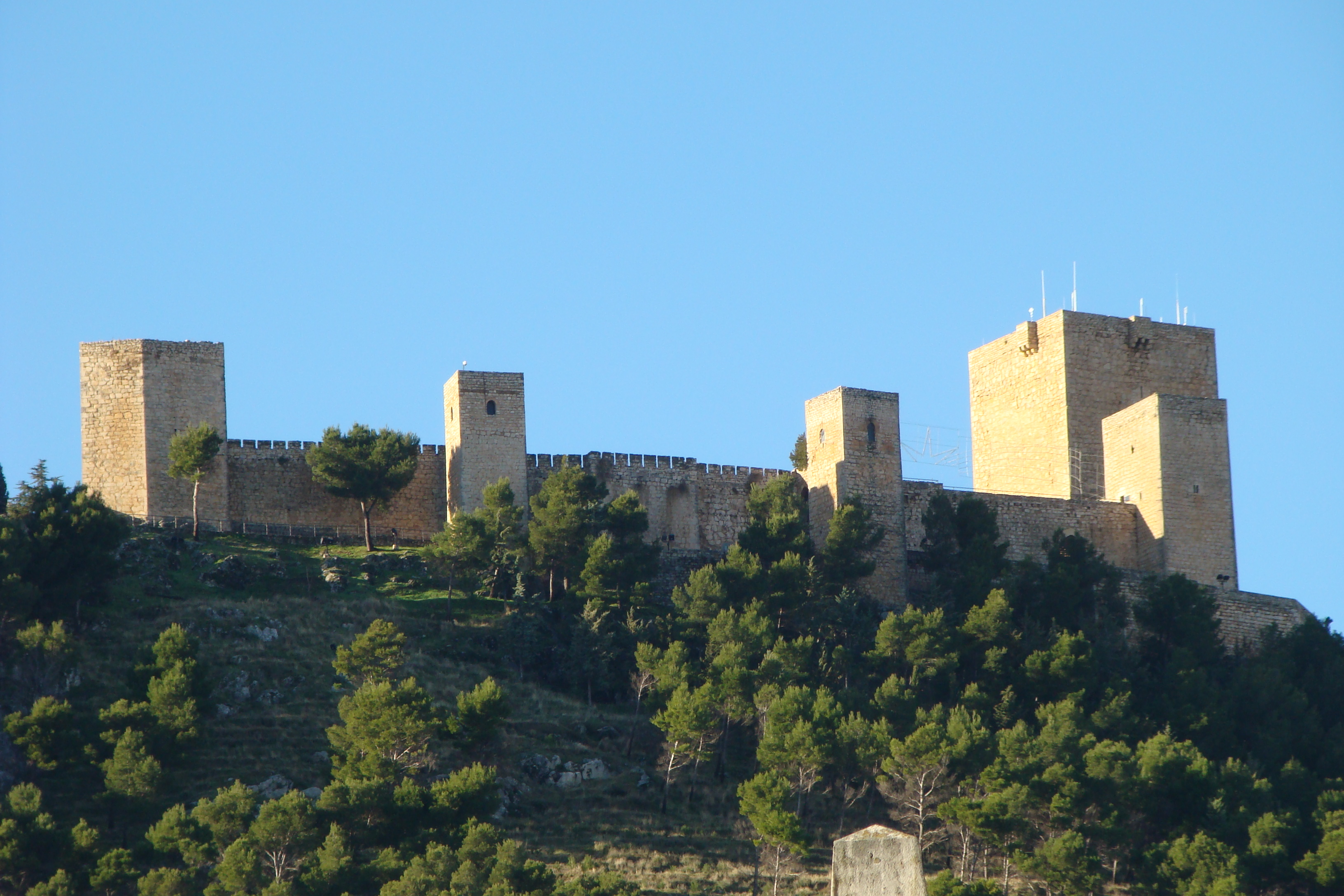
Castillo de Santa Catalina

Inoltre degni di nota sono il Castillo de Santa Catalina, i Bagni Arabi e l'Arco di San Lorenzo.

## Economia e società
Dal XVII secolo la città ospitò una fiorente attività artigianale che le consentì un nuovo sviluppo commerciale. L'agricoltura rimaneva tuttavia a conduzione latifondista, e ciò fece di Jaén il teatro di importanti lotte agrarie e socialiste, sostenute dai braccianti a partire dall'inizio del XX secolo fino alla fine della guerra civile, e oltre, giacché i franchisti non riuscirono a sradicare la resistenza nelle montagne fino agli anni cinquanta.
Anche per essere capoluogo di provincia, Jaén è attualmente una città di servizi, ma con una forte attività agricola basata sulla monocultura dell'olivo e la connessa produzione di olio.
La città è sede da secoli di una famosa fiera, la Feria de San Lucas che, inizialmente stabilita in agosto, attualmente si celebra nella settimana dal 12 al 18 ottobre (giorno in cui si festeggia il patrono San Luca evangelista), ed è l'ultima grande feria popolare dell'anno. 
Perdutosi il valore commerciale, il grande mercato di cavalli e prodotti e materiali agricoli è stato sostituito da un insieme di eventi di festa popolare (corride, concerti, stand alimentari, balli, attrazioni varie) che richiamano moltissima gente.

### Musica
L'evento musicale più importante è sicuramente la Concorso Internazionale di Pianoforte Premio Jaén (in spagnolo: Concurso Internacional de Piano Premio Jaén), che si distingue a livello nazionale per essere il premio pianistico più antico e importante dell'intera Spagna.